# Nagasaki Velca
Los Nagasaki Velca (en japonés 長崎ヴェルカ, ながさきヴェルカ) es un equipo de baloncesto japonés con sede en la ciudad de Nagasaki, en la prefectura homónima, que compite en la B.League, la máxima competición de su país. Disputa sus partidos en el HAPPINESS ARENA, con capacidad para 6.000 espectadores.

## Historia
En 2020, la empresa local Japanet anunció la creación del primer club de baloncesto profesional de la prefectura de Nagasaki. El club se lanzó formalmente el 10 de julio y competirá en B3 o la tercera división de la B.League a partir de la temporada 2021-22. La empresa Nagasaki Velca Co., Ltd. fue fundada por Hideki Iwashita como presidente y CEO, y Akito Takata como director. La empresa es responsable de la operación y promoción del club de baloncesto, así como de la gestión de los atletas. La empresa tiene su sede en Manzaimachi, en la ciudad de Nagasaki. El 26 de enero de 2021, el equipo anunció que Takumi Ito se desempeñará como entrenador y gerente general.
El equipo terminó su temporada inaugural con 42 victorias y 3 derrotas, estableciendo un récord de B3 con un porcentaje de victorias del 93,3%. Posteriormente, se proclamaron campeones de B3 y consiguieron el ascenso a B2, la segunda división de la B.League. El 17 de mayo de 2022, el equipo anunció que Takumi Ito continuaría como gerente general, y que Kenjiro Maeda, quien era el entrenador principal asociado del equipo, asumiría el cargo de entrenador principal a partir de la temporada 2022-23. El 29 de mayo, la B.League anunció que Nagasaki competiría en la conferencia Oeste de B2. En la temporada 2022-23 alcanzaron las finales de la B2 League, lo que les sirvió para lograr el ascenso a la B1.

## Palmarés
- B3 League: 1

2021-22

## Nombre y mascota
En julio de 2020, la dirección pidió sugerencias para el nombre del equipo. El 15 de septiembre, revelaron que las 2.324 entradas se redujeron a tres prospectos: Nagasaki Jabuzz (長崎ジャブズ), Nagasaki Haretto (長崎ハレット) y Nagasaki Velca (長崎ベルカ). Para seleccionar el nombre del equipo, se realizó una votación en línea y también se celebraron eventos de votación en diferentes partes de la prefectura de Nagasaki.[3][7] El 30 de octubre se dio a conocer el nombre del club Nagasaki Velca. "Velca" se deriva de las palabras "welcome", "well community" y "victory".
La mascota se llama Luca, un aprendiz amigable y curioso. Le gustan los festivales, el baloncesto y bailar.